# Mapa topográfico (neuroanatomia)
Em neuroanatomia, mapa topográfico é a projeção ordenada de uma superfície sensorial (como a retina ou a pele) ou de um sistema efetor (como a musculatura) para uma ou mais estruturas do sistema nervoso central . Mapas topográficos podem ser encontrados em todos os sistemas sensoriais e em muitos sistemas motores .

## Sistema visual
O sistema visual se refere à parte do sistema nervoso central que permite que um organismo veja. Ele interpreta informações da luz visível para construir uma representação do mundo. As células ganglionares da retina projetam-se de forma ordenada para o núcleo geniculado lateral do tálamo e de lá para o córtex visual primário (V1); pontos adjacentes na retina são representados por neurônios adjacentes no núcleo geniculado lateral e no córtex visual primário. O termo para esse padrão de projeção é topografia . Existem muitos tipos de mapas topográficos nos córtices visuais, incluindo mapas retinotópicos, mapas de dominância ocular e mapas de orientação. Os mapas retinotópicos são os mais fáceis de entender em termos de topografia. Mapas retinotópicos são aqueles em que a imagem na retina é mantida nos córtices (V1 e LGN). Em outras palavras, se uma região específica do córtex fosse danificada, o indivíduo teria um ponto cego no mundo real e não seria capaz de ver a parte do mundo que corresponde ao dano na retina. Mapas de orientação também são topográficos. Nesses mapas, há células que têm preferência por uma determinada orientação; a taxa máxima de disparo da célula será alcançada nessa preferência. À medida que a orientação se afasta, a taxa de disparo diminui. Um mapa de orientação é topográfico porque os tecidos neurais vizinhos têm preferências de orientação semelhantes.
O termo retinotrópico se refere à manutenção da ordem particular de conexões aferentes da retina ao longo da via aferente via estruturas subcorticais até V1 e outras áreas visuais corticais. O córtex visual primário (V1, área 17 de Brodmann ) é a primeira área cortical a receber informações visuais. A estria de Gennari – um conjunto de axônios fortemente mielinizados e projetados horizontalmente dentro da zona de terminação da entrada do núcleo geniculado lateral (LGN) para V1 – fornece um marcador anatômico específico para V1. 

## Desenvolvimento
De acordo com a hipótese da quimioafinidade, os marcadores químicos são distribuídos de forma graduada pela retina e pelo teto . Isso permite que cada célula ganglionar da retina reconheça seu local de terminação apropriado. Experimentos com olhos compostos criados artificialmente em Xenopus demonstram que não apenas as células ganglionares, mas também seus axônios carregam essas especificidades. Os axônios devem ser capazes de se comunicar entre si para garantir que aqueles com as mesmas etiquetas posicionais inervem a mesma área do colículo superior . 

## Categorias de mapas retinotópicos
Representações de primeira ordem são aquelas em que pontos adjacentes do mesmo hemicampo sempre são mapeados para colunas adjacentes no córtex contralateral. Um exemplo disso seria o mapa no córtex visual primário (V1).
Representações de segunda ordem, também conhecidas como mapas de descontinuidade de campo, são mapas organizados de tal forma que parece que uma descontinuidade foi introduzida no campo visual ou na retina. Os mapas no V2 e outros córtex extraestriados são representações de segunda ordem. 

## Sistema auditivo
O sistema auditivo é o sistema sensorial da audição no qual o cérebro interpreta informações da frequência das ondas sonoras, produzindo a percepção dos tons. As ondas sonoras entram no ouvido através do canal auditivo. Essas ondas chegam ao tímpano, onde as propriedades das ondas são transduzidas em vibrações. As vibrações viajam através dos ossos do ouvido interno até a cóclea . Na cóclea, as vibrações são transduzidas em informações elétricas por meio do disparo de células ciliadas no órgão de Corti. O órgão de Corti projeta-se de forma ordenada para estruturas no tronco encefálico (ou seja, os núcleos cocleares e o colículo inferior ) e daí para o núcleo geniculado medial do tálamo e o córtex auditivo primário. Locais adjacentes no órgão de Corti, que são seletivos para a frequência sonora, são representados por neurônios adjacentes nas estruturas do SNC mencionadas anteriormente. Esse padrão de projeção foi denominado tonotopia .
O layout tonotópico das informações sonoras começa na cóclea, onde a membrana basilar vibra em diferentes posições ao longo de seu comprimento, dependendo da frequência do som. Sons de frequência mais alta estão na base da cóclea, se ela estivesse desenrolada, e sons de frequência mais baixa estão no ápice. Esse arranjo também é encontrado no córtex auditivo do lobo temporal . Em áreas organizadas tonotopicamente, a frequência varia sistematicamente de baixa para alta ao longo da superfície do córtex, mas é relativamente constante em toda a profundidade cortical. A imagem geral da organização topográfica em animais é de múltiplos mapas tonotópicos distribuídos pela superfície do córtex. 

## Sistema somatossensorial
O sistema somatossensorial compreende uma gama diversificada de receptores e centros de processamento para produzir a percepção do tato, temperatura, propriocepção e nocicepção . Os receptores estão localizados por todo o corpo, incluindo a pele, os epitélios, os órgãos internos, os músculos esqueléticos, os ossos e as articulações . Os receptores cutâneos da pele projetam-se de forma ordenada para a medula espinhal e, de lá, por meio de diferentes vias aferentes ( trato da coluna dorsal-lemnisco medial e trato espinotalâmico ), para o núcleo posterior ventral do tálamo e o córtex somatossensorial primário. Novamente, áreas adjacentes na pele são representadas por neurônios adjacentes em todas as estruturas mencionadas acima. Esse padrão de projeção foi denominado somatotopia .
Um diagrama comum do mapa somatotópico é o homúnculo cortical . Esta ilustração é uma representação bastante precisa de quanta área cortical representa cada parte ou região do corpo. Ele também mapeia qual parte do córtex representa cada região do corpo.

## Sistema motor
Ao contrário dos mapas topográficos dos sentidos, os neurônios do córtex motor são neurônios eferentes que saem do cérebro em vez de trazer informações ao cérebro por meio de conexões aferentes . O sistema motor é responsável por iniciar movimentos voluntários ou planejados ( os reflexos são mediados no nível da medula espinhal, então os movimentos associados a um reflexo não são iniciados pelo córtex motor). A ativação do córtex motor viaja através das células de Betz pelo trato corticoespinhal através dos neurônios motores superiores, terminando no corno anterior da substância cinzenta, onde os neurônios motores inferiores transmitem o sinal aos neurônios motores periféricos e, finalmente, aos músculos voluntários.

## Movimentos que não requerem o uso de mapas topográficos
Existem vários casos de movimentos que não requerem a participação de mapas topográficos, ou mesmo a participação do cérebro . Um exemplo seria (como já foi dito) em alguns reflexos . Os reflexos geralmente são mediados no nível da medula espinhal através de arcos reflexos . Nos humanos, os arcos reflexos mono, oligo e polissinápticos, os sistemas de interneurônios propriospinais e os neurônios da substância cinzenta internuncial participam coletivamente de forma contínua para produzir o reflexo da medula espinhal que ativa o músculo. 
Os centros motores superiores dos polvos ( invertebrados com cérebro grande) são notáveis por organizar (ao contrário dos vertebrados ) movimentos altamente qualificados sem o uso de mapas somatotópicos de seus corpos. 

## Sistema olfativo
O sistema olfativo é o sistema sensorial usado para o olfato, ou o sentido do olfato. Ele detecta substâncias voláteis transportadas pelo ar.
A maioria dos sistemas sensoriais segrega espacialmente a entrada aferente dos neurônios sensoriais primários para construir um mapa topográfico que define a localização de um estímulo sensorial dentro do ambiente, bem como a qualidade do estímulo em si. Ao contrário de outros sistemas sensoriais, a topografia no sistema olfativo não depende das propriedades espaciais dos estímulos. Livre da necessidade de mapear a posição de um estímulo olfativo no espaço, o sistema olfativo emprega a segregação espacial da entrada sensorial para codificar a qualidade de um odorante . 
O mapa topográfico revelado no sistema olfativo difere em qualidade da representação ordenada inerente aos mapas sensoriais retinotópicos, tonotópicos ou somatotópicos. Os neurônios olfativos diferem entre si pela natureza do receptor que possuem. No entanto, os neurônios sensoriais olfativos aos quais os neurônios do bulbo olfativo estão conectados também são distribuídos pela camada receptora (o epitélio olfativo), dependendo de suas preferências químicas. As localizações no epitélio olfatório e no bulbo olfatório estão correlacionadas  de modo que, tal como acontece com outros sistemas sensoriais, o mapa topográfico no cérebro está ligado à estrutura do órgão periférico. Este princípio é chamado de rinotopia. 
Neurônios sensoriais olfativos individuais expressam apenas um dos mil genes receptores, de modo que os neurônios são funcionalmente distintos. Células que expressam um determinado receptor no epitélio olfatório são dispersas aleatoriamente em 1 das 4 zonas amplas. Os neurônios sensoriais estendem um único axônio não ramificado até o bulbo olfatório, de modo que as projeções dos neurônios que expressam um receptor específico convergem em 2 dos 1.800 glomérulos .  O padrão de convergência é absoluto e invariante em todos os indivíduos de uma espécie. O bulbo, portanto, fornece um mapa espacial que identifica quais dos vários receptores foram ativados dentro do epitélio sensorial, de modo que a qualidade de um estímulo olfativo é codificada por uma combinação específica de glomérulos ativados por um determinado odorante (código combinatório).
Embora o refinamento do código topográfico bulbar dependa da atividade, o desenvolvimento ocorre em parte sem contribuição aparente de processos dependentes de atividade. Camundongos sem o canal iônico olfativo controlado por nucleotídeos cíclicos não conseguem exibir respostas eletrofisiológicas evocadas por odores no epitélio sensorial, mas o padrão de convergência de axônios semelhantes no bulbo não é alterado nesses camundongos mutantes, o que argumenta fortemente que a experiência olfativa não é necessária para o estabelecimento ou refinamento do mapa topográfico.
Essas descobertas, no entanto, não excluem um papel para processos dependentes de atividade na manutenção ou potencial plasticidade do mapa após seu estabelecimento. Por exemplo, observou-se que neurônios que não expressam receptores odoríferos funcionais têm meia-vida significativamente mais curta. Os processos dependentes da atividade podem, portanto, ser essenciais para a sobrevivência dos neurônios olfativos no período pós-natal e, dessa forma, podem alterar a entrada nos glomérulos individuais, alterando a sensibilidade aos odores individuais. 

## Sistema gustativo
O sistema gustativo é o sistema sensorial do paladar . Assim como o olfato, o paladar requer um processo de quimiorrecepção . Os receptores do paladar são as papilas gustativas na língua . A língua contém receptores gustativos, bem como mecanorreceptores. Aferentes dos receptores gustativos e mecanorreceptores da língua acessam diferentes sistemas ascendentes no tronco encefálico. Entretanto, não se sabe como essas duas fontes de informação são processadas no córtex. O córtex gustativo primário (G) está localizado próximo à região somatotópica da língua (S1), no córtex insular, profundamente na fissura lateral, com as áreas gustativas secundárias nos opérculos . 
O sistema gustativo periférico provavelmente mantém uma relação específica entre as células do botão gustativo que respondem seletivamente a uma qualidade gustativa e as células ganglionares que sinalizam essa qualidade específica. Isso explica a especificidade de resposta de alguns nervos gustativos individuais, particularmente porque os receptores doces, de aminoácidos e amargos são expressos em populações distintas de células gustativas. Embora não haja evidências anatômicas para tal relação exclusiva no nível de células receptoras e ganglionares individuais, a relação entre brotos individuais e suas células ganglionares inervadoras é tratável neuroanatomicamente. No paladar, tentativas de identificar uma representação espacial dos receptores gustativos ou qualidades gustativas revelaram apenas uma topografia funcional indistinta no cérebro. No entanto, as células ganglionares gustativas devem distribuir fibras periféricas para tipos específicos de células receptoras e disseminar impulsos centralmente de uma maneira estruturalmente organizada. 

## Benefícios
Para os neurônios, é metabolicamente custoso fazer conexões longas, e a compensação da distância da conexão é o tempo. Portanto, é um bom projeto agrupar neurônios que devem ser altamente interconectados. Vários mapas topográficos são um recurso vantajoso porque permitem mapas de tamanhos diferentes que acomodam diferentes níveis de acuidade e detalhes nos sinais. Um mapa mais detalhado tem mais neurônios que ocupariam mais área do que um mapa mais global, que exigiria menos conexões. 

## Técnicas
Uma variedade de técnicas tem sido usada para estabelecer mapas topográficos no cérebro. A existência de mapas topográficos foi demonstrada precocemente pela estimulação elétrica do córtex, traçando padrões de crises epilépticas, sequências de estimulação e deficiências devido a lesões. Os detalhes nos mapas surgiram mais tarde por meio da estimulação de microeletrodos e as técnicas de registro tornaram-se comumente usadas na demonstração de mapas somatotópicos e, mais tarde, nos sistemas auditivo e visual, tanto corticalmente quanto em estruturas subcorticais, como os colículos e núcleos geniculados do tálamo .  Gravação de células individuais, estimulação magnética transcraniana (EMT), estimulação elétrica do córtex e ressonância magnética funcional (RMF) são algumas das técnicas usadas para estudar mapas no cérebro. Muitos dos mapas topográficos existentes foram estudados ou refinados usando fMRI. Por exemplo, Hubel e Wiesel estudaram originalmente os mapas retinotópicos no córtex visual primário usando gravação de células únicas. Recentemente, no entanto, a imagem do mapa retinotópico no córtex e em áreas subcorticais, como o núcleo geniculado lateral, foi melhorada usando a técnica de fMRI. 